# Ісаков Туляган Ульмасович
Туляган Ульмасович Ісаков (узб. Toʻlagan Oʻlmasovich Isoqov; нар. 21 квітня 1949, Янгіюль, Узбецька РСР) — радянський узбецький футболіст та тренер, нападник.

## Життєпис
Народився у Янгіюлі. Дитинство провів у Ташкенті, розпочав займатись футболом на стадіоні «Спартак» у тренера Маруфа Пулатова. Усю кар'єру гравця провів у «Пахтакорі», за 13 сезонів зіграв у першій та вищій лігах 252 матчі, відзначився 52-ма голами. 1979 року отримав травму, що врятувало його від загибелі з командою в авіакатастрофі. Після розпаду «Пахтакора» завершив кар'єру футболіста.
Три роки навчався у вищій школі тренерів у Москві. Працював тренером у «Шахрихончі». Декілька років був директором футбольної школи, працював у Спорткомітеті Ташкентської області. У 1989 році — тренер «Пахтакора» після від'їзду В. Носова. Працював у Федерації футболу Узбекистану. Був головним тренером «Зарафшана», «Сурхана». З 2020 року обирався головою Почесної ради Асоціації футболу Узбекистану.